# Compiz
Compiz 是第一个由OpenGL驱动的运行于X Window System上的混合窗口管理器 。Compiz的混合渲染能力使其可以在窗口管理过程中实现多种视觉效果，比如在矩形虚拟桌面上的窗口最小化。
Compiz符合ICCCM標準，可以取代GNOME環境的Metacity視窗管理器，或是KDE Plasma環境下的KWin。
Compiz拥有類似蘋果電腦的Mac OS X作業系統中所提供的許多桌面特效，例如 Exposé。
Compiz 使用 OpenGL 繪圖層 Glitz 架構在 Xgl 這個新的 X 環境上。Compiz 最早是由Novell在2006年一月時公佈新版 Xgl 時所發表的。在开发初期Compiz只能正常运行在有限的几种Xgl所支援的硬件3D加速卡上。尽管Xgl和Compiz这两个全新构造的系统还存在一些bug并且仍處於積極的开发阶段，大多数NVIDIA和ATI图形处理卡可以在Xgl上正常运行Compiz。Compiz在其他一些X服务器和硬件上也可以正常运行。据报道，Compiz在现时仍处于开发阶段的AIGLX上运行良好。
2007年7月30日，Compiz已經與其分支套件Beryl合併，並且更名為Compiz Fusion。2009年2月2日，Compiz和Compiz Fusion合并，新名字叫Compiz。

## 特点
内建：
- 桌布
- 透明效果，亮度调节，色彩调节
- 自动唤出活动的窗口

正式插件中：
- cube - 由四个虚拟桌面形成一个矩形，顶端和底端可以放映投影。
- decoration - 对于Gnome和KDE桌面窗口的装饰，可以用来拖拉窗口。
- fade - 窗口的淡入淡出效果。
- gconf - 针对Gnome的设置工具。
- minimize - 带有动画效果的窗口最小化。
- move - 窗口的移动。
- place - 新開視窗位置
- resize - 視窗大小調整
- rotate - 旋轉桌面『方塊』
- scale - 開啟視窗瀏覽（類似 OSX 的 exposé）
- switcher - 使用 Alt-Tab 切換焦點視窗
- wobbly - 移動視窗時如果凍般波動
- zoom - 局部螢幕放大鏡

额外插件：
- edgeflip - 移動視窗至螢幕邊緣時，滑入下一個桌面
- opacity - 可調整視窗透明度
- opaquefocus - 調整非焦點視窗的透明度
- trailfocus - 非焦點視窗隨時間淡化
- transset - 個別程式透明度調整

## 發展套件
Compiz 目前可以使用在下列的 Linux 發行套件（經由官方或由第三方支援）:
1. Gentoo Linux - 參閱 Hanno's Blog（页面存档备份，存于） and the Gentoo Wiki
2. Mandriva Linux - 非官方套件參考  and a howto here （页面存档备份，存于）.
3. SUSE Linux Enterprise Desktop - Novell 宣稱將於下一版 SLED 在2006年春公佈時， Xgl 與 Compiz 將包含在發行套件當中。 （页面存档备份，存于）
4. OpenSUSE - 10.1版出廠已支援 Xgl and Compiz。使用 Xgl 與 Compiz 在舊版 SUSE Linux 的說明文件可以參考 OpenSUSE.org 網頁。 （页面存档备份，存于）
5. PLD Linux Distribution - 包含在 PLD 3.0 (Th)
6. Ubuntu Linux - 可以使用在預覽版 Dapper Drake 6.04 Flight 5（页面存档备份，存于） 或是之後的版本，可以在 apt-get 套件庫中的 universe 區找到。
7. Korora - 為 Fedora 的衍生版本。

## Compiz Fusion
Compiz Fusion 是合併後的 Compiz ＋ Beryl 项目新名字，以 Compiz Core 为核心，使用GNU GPL授權協議。從 Ubuntu 7.10 開始，已将 Compiz Fusion 作为默认的窗口管理器。